# Adesmia aromatica
Adesmia aromatica är en ärtväxtart som beskrevs av Arturo Erhardo Erardo Burkart. Adesmia aromatica ingår i släktet Adesmia och familjen ärtväxter. Inga underarter finns listade i Catalogue of Life.